# The Beast Is Back
The Beast Is Back (La Bestia Regresa) es el séptimo álbum de la banda estadounidense de rock Blue Cheer, cuyo lanzamiento marcó el regreso de la banda después de 13 años desde de su anterior trabajo Oh! Pleasant Hope de 1971, trayendo además de regreso al icónico baterista Paul Whaley a la formación desde su salida en 1969, el cual permanecería con la banda en adelante hasta el final.
La alineación de la banda estuvo completada con el guitarrista Tony Rainier, quien ya había formado parte de Blue Cheer desde finales de los 70 y quien en compañía de Dickie Peterson y Michael Fleck habían intentado resucitar a la banda en 1979 con resultados infructuosos, pero ahora con una segunda oportunidad y en compañía de dos de sus miembros originales el trío regresaría a sus raíces en el hard rock y el heavy metal de la mano del sello especializado en ambos géneros, Megaforce Records.
El disco contiene versiones reinterpretadas de algunas de sus canciones más populares de finales de los años 60 tales como "Summertime Blues", "Out Of Focus" y "Parchment Farm", así como material nuevo.
Una particularidad del disco es que salió a la venta con tres diseños de portadas diferentes y además incluye una dedicatoria que expresa lo siguiente: "Un especial metal-agradecimiento a Led Zeppelin, Black Sabbath, Van Halen, Twisted Sister, Judas Priest y a todos aquellos que han mantenido nuestras raíces vivas."

## Listado de canciones

### Lado A
| N.º   | Título             | Escritor(es)                  | Duración |  |
| 1.    | «Nightmares»       | Dickie Peterson               | 5:05     |  |
| 2.    | «Summertime Blues» | Eddie Cochran, Jerry Capehart | 3:58     |  |
| 3.    | «Ride With Me»     | Tony Rainier                  | 5:25     |  |
| 4.    | «Girl Next Door»   | Tony Rainier                  | 3:40     |  |
| 18:08 |                    |                               |          |  |

### Lado B
| N.º   | Título              | Escritor(es)          | Duración |  |
| 5.    | «Babylon»           | Dickie Peterson       | 4:12     |  |
| 6.    | «Heart Of The City» | Dr. Richard Peddicord | 4:19     |  |
| 7.    | «Out Of Focus»      | Dickie Peterson       | 3:44     |  |
| 8.    | «Parchment Farm»    | Mose Allison          | 6:55     |  |
| 19:10 |                     |                       |          |  |

## Personal
- Dickie Peterson – Bajo eléctrico, voz
- Tony Rainier – Guitarra eléctrica, coros
- Paul Whaley – Batería

## Otros créditos
Arte y diseño
- HughesGroup (versión negra)
- John Cassatto (versión negra)
- Sharold Studios (versión espalda)
- Geoffrey Thomas (versión espalda)